# رجل الجناح

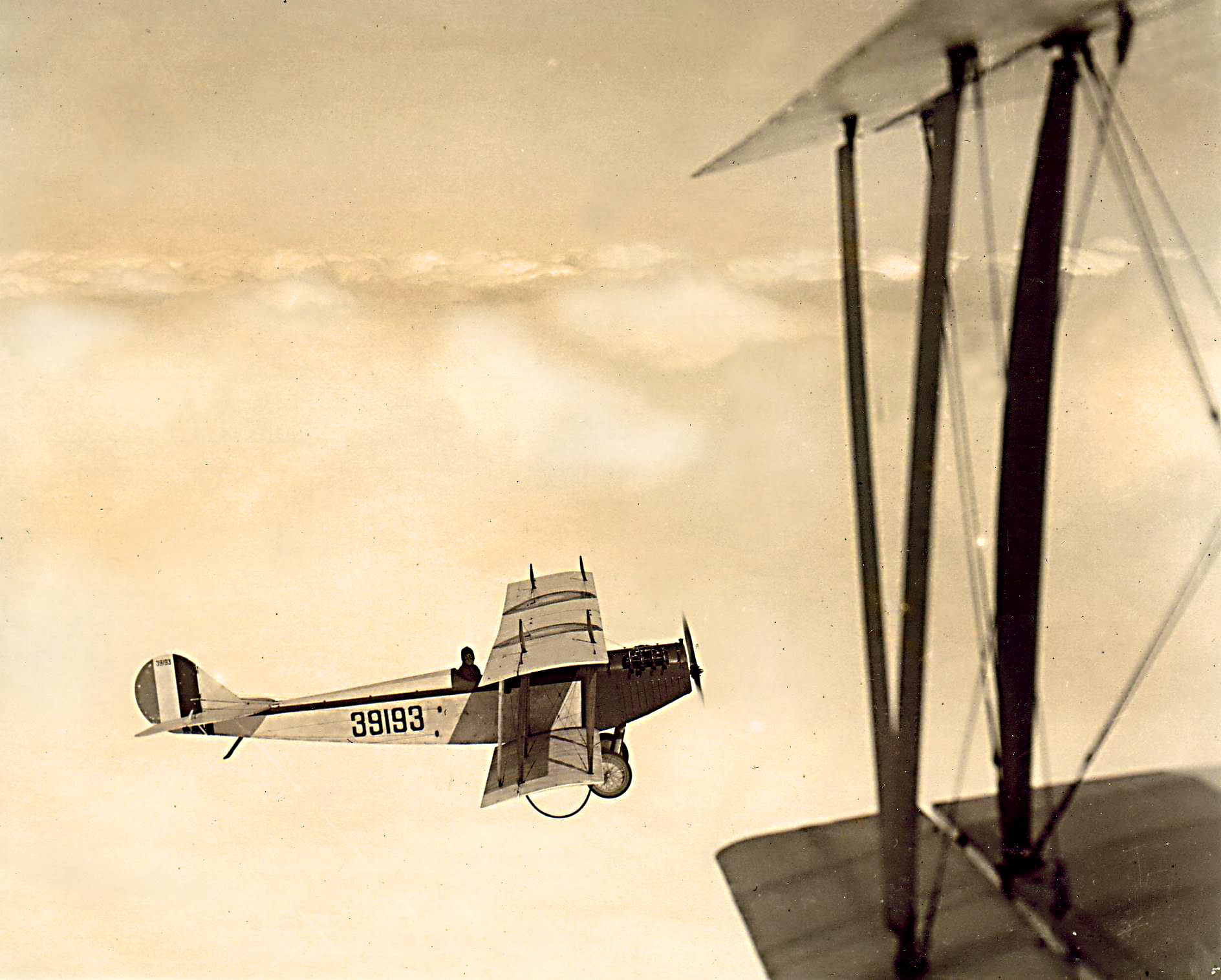

رجل الجناح (wingman) مصطلح من ميدان الطيران يرمز إلى الطيار أو الطائرة التي تطير بجانب طائرة أخرى أو خلفها أي أنها تشكيلة طيران.
ولهذه التشكيلة هدفان أولهما تقديم الحماية الأمثل للطيرين بعضهم لبعض. وثانيهما هو أنه يمكن للطيار الذي يطير إلى جانب/ خلف زميله أن يوفر الوقود نتيجة انخفاض الاحتكاك بالهواء في هذه المنطقة.